# Pavel Grigor'evič Antokolskij
Pavel Grigor'evič Antokolskij (San Pietroburgo, 1896 – 1978) è stato un poeta russo.
Inizialmente attratto dalla letteratura occidentale, descrisse in seguito gli ideali della vita sovietica. Dopo la guerra risentì dell'influsso di Puškin.

## Opere
- Robespierre e La Gorgone (1928)
- François Villon (1934)
- Grandi distanze (1936)
- Ferro e fuoco (1942)
- Il figlio (1943)
- Il 1848 (1948)
- Nel vicolo dietro l'Arbat (1954)
- I poeti e il tempo (1957)
- La forza del Vietnam (1960)
- Su Puškin (1960)